# باك مان
باك مان (بالإنجليزية: Pac-Man)‏ هي لعبة أركيد طورتها شركة نامكو، صدرت أول مرة في اليابان عام 1980م. وهي لعبة واسعة الأنتشار والشهرة منذ صدورها حتى يومنا هذا، وتعتبر باك مان واحدة من ألعاب الفيديو التقليدية في العالم، وهي مثال حي لثقافة عقد الثمانينيات. كانت اللعبة ظاهرة اجتماعية في وقت صدورها باليابان والولايات المتحدة حيث بيعت العديد من المنتجات الترويجية، وصنع لها مسلسل رسوم متحركة بالإضافة إلى أغنية بوب بقائمة Top 40.
ولقد طورت من البعد التقليدي إلى الرسم ذو البعد الثلاثي كما صممت ألعاب مختلفة لشخصية باكمان وإحدى تلك الألعاب لعبة باك مان وورلد.

## وصلات خارجية
- باك مان على موقع القائمة القاتلة لألعاب الفيديو
- باك مان at the Arcade History database
- Pac-Man 30th Anniversary website
- باك مان على موبي غيمز
- باك مان guide في موقع ستراتيجي ويكي
- Twin Galaxies' High-Score Rankings for Pac-Man
- باك مان على موقع IMDb (الإنجليزية)
- باك مان على موقع الموسوعة البريطانية (الإنجليزية)
- PAC-MAN The Movie (The Fan Film) (YouTube)
- HTML5 version of Pac-Man